# دنیس مانتوروف
دنیس مانتوروف (روسی: Денис Валентинович Мантуров؛ زادهٔ ۲۳ فوریهٔ ۱۹۶۹) یک سیاست‌مدار اهل روسیه است.